# Le Roi du camembert
Pour plus de détails, voir Fiche technique et Distribution.
Le Roi du camembert est un film français réalisé par Antoine Mourre et sorti en 1932.

## Fiche technique
- Titre : Le Roi du camembert
- Réalisation : Antoine Mourre
- Photographie : Rudolph Maté
- Décors : René Marcou
- Musique : Léo Daniderff
- Pays d'origine :  France
- Production : E. L. Massoulard
- Genre : Comédie
- Durée : 66 minutes
- Date de sortie : France : 5 février 1932

## Distribution
- Louis Rollin : Marius Béquefigue, le roi du camembert
- Milly Mathis : Léontine
- Charles Lorrain : le général Froideterre
- Peggy Vère : Miss Peggy Wood
- Robert Guillon : Reboul
- Renée Varville : Fernande
- Pierre Nay : Robert
- Maurice Cam